# Henricia pachyderma
Henricia pachyderma är en sjöstjärneart som beskrevs av Hayashi 1940. Henricia pachyderma ingår i släktet Henricia och familjen krullsjöstjärnor. Inga underarter finns listade i Catalogue of Life.